# Natalie Appleton
Natalie Jane Appleton (Mississauga, 14 maggio 1973) è una cantante canadese.

## Biografia
Nata in Ontario, nel 1983 si è trasferita a Londra per studiare. Nel 1996, assieme alla sorella Nicole Appleton, a Melanie Blatt e a Shaznay Lewis, ha fondato il gruppo musicale femminile All Saints. La girl band ha avuto un successo planetario, è stata pluripremiata ai BRIT Awards e ha venduto milioni di copie nel mondo. Nel 2001 il gruppo delle All Saints si è sciolto. Dal 2002 al 2005 ha fatto parte del duo Appleton, formato con la sorella Nicole; il duo ha pubblicato l'album Everything's Eventual nel febbraio 2003. Nel 2006 ha preso parte alla reunion delle All Saints, culminata nella pubblicazione dell'album Studio 1.

## Vita privata
Nel 2002 ha sposato Liam Howlett, musicista e membro dei The Prodigy. La coppia ha avuto un figlio nel 2004.

## Discografia

### All Saints
- 1997 - All Saints
- 1998 - The Remix Album
- 2000 - Saints & Sinners
- 2001 - All Hits
- 2006 - Studio 1
- 2010 - Pure Shores: The Very Best of All Saints

### Appleton
- 2003 - Everything's Eventual